# Beaugies-sous-Bois
Beaugies-sous-Bois è un comune francese di 86 abitanti situato nel dipartimento dell'Oise della regione dell'Alta Francia.

## Società

### Evoluzione demografica
Abitanti censiti